# テラマガジン
TeRra Magazine（テラマガジン）とは、アメリカニューヨークに発行されるの芸術雑誌である。ハイレベルな準備芸術、音楽、文学以外も科学、テクノロジーなどや文化についてくらいなら高い記事をグローバルに掲載している。毎月30日に発売される。2017年2月にオンラインmagazineterra.comというウェブサイトで最初に開始されて同じ年11月にデジタル版やプリントパンが出版された。アマゾン、グーグル（Google）、アップル（Apple）でアプリもある。テラマガジンはアジアからインド、カンボジア、アフガニスタン、バングラデシュ、インドネシア、ラオスなどやマカオ、マレーシア、モンゴル、ミャンマー、ネパール、パキスタン、フィリピン、台湾、シンガポール、スリランカ、タイ、ベトナム、香港、中国、韓国、日本、そして世界中への東あじあまで特にあじあの伝統芸術と文化を地理的にカバーする世界初の雑誌である。2017年12月版の表紙は日本お箏の演奏者安藤政輝が載せた。